# Torneo del Interior B 2011
El Torneo del Interior 2011 - Zona Ascenso, también llamado "Torneo del Interior B 2011", fue la séptima edición del segundo nivel del Torneo del Interior, competencia organizada por la Unión Argentina de Rugby que reúne a los mejores clubes de todas las uniones provinciales de la Argentina, excluyendo a la Unión de Rugby de Buenos Aires. Se llevó a cabo entre el 17 de septiembre y el 5 de noviembre de 2011.
La final del torneo fue protagonizada por CRAI de Santa Fe y Neuquén Rugby Club, con el conjunto santafesino consagrándose campeón tras imponerse 22-0. Este no fue solamente el primer título para CRAI, sino también el primer título oficial a nivel nacional para un club de la Unión Santafesina de Rugby, con todos los otros campeones santafesinos procediendo de la Unión de Rugby de Rosario. La participación de Neuquén Rugby Club también fue destacada, alcanzando las semifinales por tercera temporada consecutiva y convirtiéndose en el primer club de la región patagónica en alcanzar la final de un torneo nacional organizado por Unión Argentina de Rugby.

## Equipos participantes
Participaron del torneo 16 clubes, los cuales clasificaron de acuerdo a su desempeño en los distintos torneos regionales: 3 del Torneo Regional Centro, 3 del Torneo Regional del Litoral, 2 del Torneo Regional del NOA, 2 del Torneo Regional del NEA, 2 del Torneo Regional del Oeste, 2 del Torneo Regional Pampeano y 2 del Torneo Regional Patagónico.
| Club                          | Vía de clasificación                                                |
| ----------------------------- | ------------------------------------------------------------------- |
| Jockey Club de Córdoba        | 4.º puesto en el Torneo Regional Centro 2011.                       |
| Jockey Club de Villa María    | Ganador de Zona Plata del Torneo Regional Centro 2011 (compartido). |
| Urú Curé                      | Ganador de Zona Plata del Torneo Regional Centro 2011 (compartido). |
| Estudiantes de Paraná         | 4.º puesto en el Torneo Regional del Litoral 2011.                  |
| CRAI                          | 5.º puesto en el Torneo Regional del Litoral 2011.                  |
| Gimnasia y Esgrima de Rosario | 6.º puesto en el Torneo Regional del Litoral 2011.                  |
| Aranduroga                    | Campeón del Torneo Regional del Nordeste 2011.                      |
| Regatas Resistencia           | Subcampeón del Torneo Regional del Nordeste 2011.                   |
| Lince Rugby Club              | 7.º puesto en el Torneo Regional del Noroeste 2011.                 |
| Huirapuca                     | 8.º puesto en el Torneo Regional del Noroeste 2011.                 |
| Los Tordos                    | Semifinalista del Torneo Regional del Oeste 2011.                   |
| Mendoza Rugby Club            | Semifinalista del Torneo Regional del Oeste 2011.                   |
| Sociedad Sportiva             | Semifinalista del Torneo Regional Pampeano 2011.                    |
| Los Cardos Rugby Club         | Semifinalista del Torneo Regional Pampeano 2011.                    |
| Neuquén Rugby Club            | Campeón del Torneo Regional Patagónico 2011.                        |
| Bigornia Club                 | Subcampeón del Torneo Regional Patagónico 2011.                     |

### Distribución geográfica de los equipos
| Jurisdicción              | Cant. | Equipos                                         |
| ------------------------- | ----- | ----------------------------------------------- |
| Provincia de Córdoba      | 3     | Jockey de Córdoba, Urú Curé, Jockey Villa María |
| Provincia de Santa Fe     | 2     | GER, CRAI,                                      |
| Provincia de Tucumán      | 2     | Lince, Huirapuca                                |
| Provincia de Buenos Aires | 2     | Sportiva, Los Cardos                            |
| Provincia de Mendoza      | 2     | Los Tordos, Mendoza                             |
| Provincia del Chaco       | 1     | Regatas                                         |
| Provincia de Corrientes   | 1     | Aranduroga                                      |
| Provincia del Neuquén     | 1     | Neuquén                                         |
| Provincia del Chubut      | 1     | Bigornia                                        |
| Provincia de Entre Ríos   | 1     | Estudiantes de Paraná                           |

## Primera fase

### Zona 1
| Pos. | Equipos             | Partidos | Partidos | Partidos | Tantos | Tantos | Tantos | Pts. |
| Pos. | Equipos             | G        | E        | P        | PF     | PC     | DP     | Pts. |
| ---- | ------------------- | -------- | -------- | -------- | ------ | ------ | ------ | ---- |
| 1.º  | Huirapuca           | 3        | 0        | 0        | 98     | 76     | +22    | 6    |
| 2.º  | Lince               | 2        | 0        | 1        | 85     | 73     | +12    | 4    |
| 3.º  | Regatas Resistencia | 1        | 0        | 2        | 107    | 108    | -1     | 2    |
| 4.º  | Aranduroga          | 0        | 0        | 3        | 55     | 88     | -33    | 0    |

|  | Clasifica a segunda fase |

| 17 de septiembre | Aranduroga | 12 - 21 | Huirapuca |                                        |                                        |
|                  |            | Reporte |           | Árbitro(s): Emilio Traverso (Santa Fe) | Árbitro(s): Emilio Traverso (Santa Fe) |

| 17 de septiembre | Lince | 36 - 25 | Regatas Resistencia |                                      |                                      |
|                  |       | Reporte |                     | Árbitro(s): Luis Martínez (Misiones) | Árbitro(s): Luis Martínez (Misiones) |

| 24 de septiembre | Regatas Resistencia | 43 - 22 | Aranduroga |                                    |                                    |
|                  |                     | Reporte |            | Árbitro(s): Augusto Báez (Formosa) | Árbitro(s): Augusto Báez (Formosa) |

| 24 de septiembre | Lince | 25 - 27 | Huirapuca |                                        |                                        |
|                  |       | Reporte |           | Árbitro(s): Alejandro García (Rosario) | Árbitro(s): Alejandro García (Rosario) |

| 1 de octubre | Huirapuca | 50 - 39 | Regatas Resistencia |                                        |                                        |
|              |           | Reporte |                     | Árbitro(s): Eugenio Romanini (Rosario) | Árbitro(s): Eugenio Romanini (Rosario) |

| 2 de octubre | Aranduroga | 21 - 24 | Lince |                                         |                                         |
|              |            | Reporte |       | Árbitro(s): Exequiel Adrover (Santa Fe) | Árbitro(s): Exequiel Adrover (Santa Fe) |

### Zona 2
| Pos. | Equipos               | Partidos | Partidos | Partidos | Tantos | Tantos | Tantos | Pts. |
| Pos. | Equipos               | G        | E        | P        | PF     | PC     | DP     | Pts. |
| ---- | --------------------- | -------- | -------- | -------- | ------ | ------ | ------ | ---- |
| 1.º  | Los Tordos            | 3        | 0        | 0        | 103    | 71     | +32    | 6    |
| 2.º  | Estudiantes de Paraná | 2        | 0        | 1        | 69     | 59     | +10    | 4    |
| 3.º  | Jockey Club (VM)      | 1        | 0        | 2        | 69     | 72     | -3     | 2    |
| 4.º  | Mendoza RC            | 0        | 0        | 3        | 68     | 107    | -39    | 0    |

|  | Clasifica a segunda fase |

| 17 de septiembre | Mendoza RC | 39 - 52 | Los Tordos |                                          |                                          |
|                  |            | Reporte |            | Árbitro(s): Fernando Martorell (Tucumán) | Árbitro(s): Fernando Martorell (Tucumán) |

| 17 de septiembre | Estudiantes de Paraná | 28 - 23 | Jockey Club (VM) |                                   |                                   |
|                  |                       | Reporte |                  | Árbitro(s): César Ponce (Tucumán) | Árbitro(s): César Ponce (Tucumán) |

| 24 de septiembre | Jockey Club (VM) | 24 - 25 | Los Tordos |                                            |                                            |
|                  |                  | Reporte |            | Árbitro(s): Diego Dlugovitzky (Entre Ríos) | Árbitro(s): Diego Dlugovitzky (Entre Ríos) |

| 24 de septiembre | Estudiantes de Paraná | 33 - 10 | Mendoza RC |                                        |                                        |
|                  |                       | Reporte |            | Árbitro(s): Eugenio Romanini (Rosario) | Árbitro(s): Eugenio Romanini (Rosario) |

| 1 de octubre | Los Tordos | 26 - 8  | Estudiantes de Paraná |                                    |                                    |
|              |            | Reporte |                       | Árbitro(s): Mauro Rivera (Rosario) | Árbitro(s): Mauro Rivera (Rosario) |

| 1 de octubre | Mendoza RC | 19 - 22 | Jockey Club (VM) |                                        |                                        |
|              |            | Reporte |                  | Árbitro(s): Ramiro García Gamero (Sur) | Árbitro(s): Ramiro García Gamero (Sur) |

### Zona 3
| Pos. | Equipos                | Partidos | Partidos | Partidos | Tantos | Tantos | Tantos | Pts. |
| Pos. | Equipos                | G        | E        | P        | PF     | PC     | DP     | Pts. |
| ---- | ---------------------- | -------- | -------- | -------- | ------ | ------ | ------ | ---- |
| 1.º  | Jockey Club (C)        | 3        | 0        | 0        | 98     | 43     | +55    | 6    |
| 2.º  | CRAI                   | 2        | 0        | 1        | 39     | 61     | -22    | 4    |
| 3.º  | Urú Curé               | 1        | 0        | 2        | 73     | 52     | +21    | 2    |
| 4.º  | Gimnasia y Esgrima (R) | 0        | 0        | 3        | 30     | 84     | -54    | 0    |

|  | Clasifica a segunda fase |

| 17 de septiembre | Jockey Club (C) | 29 - 18 | Urú Curé |                                        |                                        |
|                  |                 | Reporte |          | Árbitro(s): Eugenio Romanini (Rosario) | Árbitro(s): Eugenio Romanini (Rosario) |

| 17 de septiembre | CRAI | Post.   | Gimnasia y Esgrima (R) |                                    |                                    |
| |      | Reporte |                        | Árbitro(s): Carlos Pinto (Tucumán) | Árbitro(s): Carlos Pinto (Tucumán) |
| El conjunto visitante se vio imposibilitado de viajar por inconvenientes en el transporte contratado. La UAR decidió postergar el encuentro al 27 de septiembre. |      |         |                        |                                    |                                    |

| 24 de septiembre | Gimnasia y Esgrima (R) | 15 - 24 | Jockey Club (C) |                                    |                                    |
|                  |                        | Reporte |                 | Árbitro(s): Carlos Pinto (Tucumán) | Árbitro(s): Carlos Pinto (Tucumán) |

| 24 de septiembre | CRAI | 15 - 9  | Urú Curé |                                      |                                      |
|                  |      | Reporte |          | Árbitro(s): Luis Martínez (Misiones) | Árbitro(s): Luis Martínez (Misiones) |

| 27 de septiembre                            | CRAI | 14 - 7  | Gimnasia y Esgrima (R) |  |  |
|                                             |      | Reporte |                        |  |  |
| Partido correspondiente a la primera fecha. |      |         |                        |  |  |

| 1 de octubre | Jockey Club (C) | 45 - 10 | CRAI |                                          |                                          |
|              |                 | Reporte |      | Árbitro(s): Diego Lentini (Buenos Aires) | Árbitro(s): Diego Lentini (Buenos Aires) |

| 1 de octubre | Urú Curé | 46 - 8  | Gimnasia y Esgrima (R) |                                          |                                          |
|              |          | Reporte |                        | Árbitro(s): Santiago Altobelli (Tucumán) | Árbitro(s): Santiago Altobelli (Tucumán) |

### Zona 4
| Pos. | Equipos           | Partidos | Partidos | Partidos | Tantos | Tantos | Tantos | Pts. |
| Pos. | Equipos           | G        | E        | P        | PF     | PC     | DP     | Pts. |
| ---- | ----------------- | -------- | -------- | -------- | ------ | ------ | ------ | ---- |
| 1.º  | Sociedad Sportiva | 3        | 0        | 0        | 112    | 56     | +56    | 6    |
| 2.º  | Neuquén RC        | 2        | 0        | 1        | 98     | 61     | +37    | 4    |
| 3.º  | Los Cardos        | 1        | 0        | 2        | 112    | 120    | -8     | 2    |
| 4.º  | Bigornia          | 0        | 0        | 3        | 55     | 140    | -85    | 0    |

|  | Clasifica a segunda fase |

| 17 de septiembre | Neuquén RC | 42 - 24 | Los Cardos |                                       |                                       |
|                  |            | Reporte |            | Árbitro(s): Federico Fioravanti (Sur) | Árbitro(s): Federico Fioravanti (Sur) |

| 17 de septiembre | Sociedad Sportiva | 46 - 6  | Bigornia |                                       |                                       |
|                  |                   | Reporte |          | Árbitro(s): Víctor Riera (Alto Valle) | Árbitro(s): Víctor Riera (Alto Valle) |

| 24 de septiembre | Bigornia | 12 - 35 | Neuquén RC |                                        |                                        |
|                  |          | Reporte |            | Árbitro(s): Ramiro García Gamero (Sur) | Árbitro(s): Ramiro García Gamero (Sur) |

| 24 de septiembre | Sociedad Sportiva | 41 - 29 | Los Cardos |                                     |                                     |
|                  |                   | Reporte |            | Árbitro(s): Daniel Araque (Austral) | Árbitro(s): Daniel Araque (Austral) |

| 1 de octubre | Neuquén RC | 21 - 25 | Sociedad Sportiva |                                   |                                   |
|              |            | Reporte |                   | Árbitro(s): Osvaldo Cuello (Cuyo) | Árbitro(s): Osvaldo Cuello (Cuyo) |

| 1 de octubre | Los Cardos | 59 - 37 | Bigornia |                                      |                                      |
|              |            | Reporte |          | Árbitro(s): Juan Sylvestre (Rosario) | Árbitro(s): Juan Sylvestre (Rosario) |

## Fase final
La final del torneo fue originalmente programada para el 22 de octubre, pero debió disputarse el 5 de noviembre debido a la suspensión de un encuentro en cuartos de final y otro en semifinales, a causa de la imposibilidad por parte de la Unión Argentina de Rugby de conseguir el transporte reglamentario.la imposibilidad por parte de la UAR de conseguir el transporte reglamentario.

### Cuadro de desarrollo
|  | Cuartos de final      | Cuartos de final  |                   |            | Semifinales        | Semifinales        |  |      | Final          | Final          |  |
|  | 8 y 15 de octubre     | 8 y 15 de octubre |                   |            | 22 y 29 de octubre | 22 y 29 de octubre |  |      | 5 de noviembre | 5 de noviembre |  |
|  |                       |                   |                   |            |                    |                    |  |      |                |                |  |
|  |                       |                   |                   |            |                    |                    |  |      |                |                |  |
|  | CRAI                  | 19                |                   |            |                    |                    |  |      |                |                |  |
|  | CRAI                  | 19                |                   |            |                    |                    |  |      |                |                |  |
|  | Huirapuca             | 17                |                   |            |                    |                    |  |      |                |                |  |
|  | Huirapuca             | 17                |                   | CRAI       | 34                 |                    |  |      |                |                |  |
|  |                       |                   |                   | CRAI       | 34                 |                    |  |      |                |                |  |
|  |                       |                   | Sociedad Sportiva | 10         |                    |                    |  |      |                |                |  |
|  | Sociedad Sportiva     | 22                | Sociedad Sportiva | 10         |                    |                    |  |      |                |                |  |
|  | Sociedad Sportiva     | 22                |                   |            |                    |                    |  |      |                |                |  |
|  | Estudiantes de Paraná | 19                |                   |            |                    |                    |  |      |                |                |  |
|  | Estudiantes de Paraná | 19                |                   |            |                    |                    |  | CRAI | 22             |                |  |
|  |                       |                   |                   |            |                    |                    |  | CRAI | 22             |                |  |
|  |                       |                   | Neuquén RC        | 0          |                    |                    |  |      |                |                |  |
|  | Neuquén RC            | 21                | Neuquén RC        | 0          |                    |                    |  |      |                |                |  |
|  | Neuquén RC            | 21                |                   |            |                    |                    |  |      |                |                |  |
|  | Los Tordos            | 3                 |                   |            |                    |                    |  |      |                |                |  |
|  | Los Tordos            | 3                 |                   | Neuquén RC | 16                 |                    |  |      |                |                |  |
|  |                       |                   |                   | Neuquén RC | 16                 |                    |  |      |                |                |  |
|  |                       |                   | Lince             | 12         |                    |                    |  |      |                |                |  |
|  | Lince                 | 27                | Lince             | 12         |                    |                    |  |      |                |                |  |
|  | Lince                 | 27                |                   |            |                    |                    |  |      |                |                |  |
|  | Jockey Club (C)       | 23                |                   |            |                    |                    |  |      |                |                |  |
|  | Jockey Club (C)       | 23                |                   |            |                    |                    |  |      |                |                |  |
|  |                       |                   |                   |            |                    |                    |  |      |                |                |  |

Cuartos de final
| 15 de octubre | Huirapuca | 17 - 19 | CRAI |                                  |                                  |
| |           | Reporte |      | Árbitro(s): Jason Mola (Córdoba) | Árbitro(s): Jason Mola (Córdoba) |
| El partido se postergó una semana debido a la imposibilidad por parte de la UAR de conseguir el transporte reglamentario. |           |         |      |                                  |                                  |

| 8 de octubre | Sociedad Sportiva | 22 - 19 | Estudiantes de Paraná |                              |                              |
|              |                   | Reporte |                       | Árbitro(s): García (Rosario) | Árbitro(s): García (Rosario) |

| 8 de octubre | Jockey Club (C) | 3 - 21  | Lince |                                        |                                        |
|              |                 | Reporte |       | Árbitro(s): Emilio Traverso (Santa Fe) | Árbitro(s): Emilio Traverso (Santa Fe) |

| 8 de octubre | Los Tordos | 23 - 27 | Neuquén RC |                                        |                                        |
|              |            | Reporte |            | Árbitro(s): Eugenio Romanini (Rosario) | Árbitro(s): Eugenio Romanini (Rosario) |

Semifinales
| 22 de octubre | CRAI | 34 - 10 | Sociedad Sportiva |                                    |                                    |
|               |      | Reporte |                   | Árbitro(s): Mauro Rivera (Rosario) | Árbitro(s): Mauro Rivera (Rosario) |

| 29 de octubre | Neuquén RC | 16 - 12 | Lince |  |  |
|               |            | Reporte |       |  |  |

Final
| 5 de noviembre | CRAI | 22 - 0  | Neuquén RC |                                    |                                    |
|                |      | Reporte |            | Árbitro(s): Claudio Antonio (Cuyo) | Árbitro(s): Claudio Antonio (Cuyo) |

| Bandera de la Provincia de Santa Fe |
| CRAI Campeón                        |
| Primer título                       |